# Trouble (filme)
Trouble (prt: Trouble: Aventura na Cidade) é um filme de comédia familiar animado por computador de 2019 dirigido por Kevin Johnson, estrelado por Big Sean, Pamela Adlon e Lucy Hale. Foi dedicado em memória do cachorro do produtor executivo Conrad Vernon, Linus, que morreu em 2017. E uma homenagem a Linus é vista no final do filme.

## Elenco
- Big Sean como Trouble, uma mistura de Terrier / Alaskan Klee Kai / Maltês vivendo em uma mansão. Anteriormente propriedade da Sra. Sarah Vanderwhoozie, ele mais tarde se torna o cachorro de Zoe depois da Sra. A morte de Vanderwhoozie no final.
- Pamela Adlon como Rousey, uma pit bull cinza perdida que desconfia dos humanos e se torna amiga de Trouble. Anteriormente propriedade de uma família, ela mais tarde se torna o cachorro de James depois que seus donos anteriores a abandonaram no canil devido a um mal-entendido no final.
- Lucy Hale como Zoe Bell, uma entregadora de pizza que trabalha para se tornar uma cantora e a nova dona de Trouble.
- Marissa Winokur como Claire, irmã gêmea de Norbert e Sra. Sobrinha gananciosa de Vanderwhoozie que busca reivindicar a fortuna de sua tia através de Trouble.
- Wilmer Valderrama como Thurman Sanchez, um excêntrico especialista em rastreador de animais conhecido como "O Thurminator" contratado por Claire e Norbert para encontrar, rastrear e recuperar Trouble para reivindicar sua herança.
- Joel McHale como Norbert, irmão gêmeo estúpido de Claire e Sra. Sobrinho ganancioso de Vanderwhoozie que busca reivindicar a fortuna de sua tia através de Trouble.
- Seth Rollins como Norm, um Bulldog cinza vestindo uma camisa da SWAT. Rollins também fez a voz de um entregador de carne.
- Damon Wayans Jr. como Gizmo, um Whippet delirante.
- Olivia Holt como Bella, uma Corgi nervosa.
- Carlos PenaVega como Tippy, um Poodle branco.
- Harland Williams como Caramel, um cachorro com sotaque surfista de quem Trouble faz amizade.
- Conrad Vernon como Otis, um Whippet com um dom para ventriloquismo da libra com quem Trouble faz amizade.
- Dee Bradley Baker como Nutty Squirrel / Squirrel Pack, um grupo de esquilos loucos que intimidam e atormentam Trouble após um pequeno incidente com suas nozes. Mais tarde, eles se tornam capangas temporários de Thurman que o ajudam a capturar Transtorno.
- Kevin Chamberlin como James, Sra. O mordomo mais leal de Vanderwhoozie e Trouble e o novo proprietário de Rousey.
- Jim Cummings como Sr. MacBain, Sra. Advogado de confiança de Vanderwhoozie e executor de sua propriedade. Cummings também deu voz ao chefe de Zoey, que dirige uma pizzaria chamada Pauly's Pizza.
- Manny Guevara como o senhorio, um proprietário de construção rígido e apático que não gosta de animais de estimação e nem de pagamentos atrasados.
- Ludo Lefebvre como ele mesmo
- Jason Mraz como ele mesmo
- Cesar Millan como ele mesmo
- Snoop Dogg como Snoop, um Doberman com sotaque DJ / rapper da libra com quem Trouble faz amizade.
- Betty White como Sra. Sarah Vanderwhoozie, ex-proprietária rica de Trouble devido à sua morte e a falecida tia de Claire e Norbert.
- Cori Broadus como Snoopette, uma doberman fêmea no parque canino.
- Jessica Acevedo como membro da equipe